# N2 monitoring

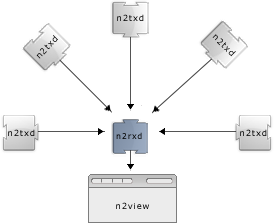
n2 component structure

n2 is een Open Source Linux client/server monitoring systeem dat forensische 'snapshots' van een aantal hosting-servers naar een ontvangende server stuurt.
De ontvanger verzamelt deze data en zet deze om in statistische en historische informatie over de status van de gemonitorde server. Met n2 kan men terugkijken in de tijd om te zien wat er op enig moment op een server aan de hand was, welke processen er draaiden, hoeveel netwerkverkeer er was, enz.
Omdat de verzender-daemon vanuit de server de pakketten verzendt, kan men op het moment dat de server niet meer reageert, vaak toch in de N2 statistieken zien welke processen hier mogelijk de oorzaak van zijn geweest.